# ワース郡 (アイオワ州)
ワース郡（英: Worth County）は、アメリカ合衆国アイオワ州に位置する郡である。人口は7,909人（2000年）。郡庁所在地はノースウッドである。この郡はブラック・ホーク戦争および米墨戦争の両方で将校だった、William Jenkins Worth 少将 (1749-1849) の名を取って命名された。

## 地理
アメリカ合衆国統計局によると、この郡は総面積1,040 km2 (402 mi2) である。このうち1,036 km2 (400 mi2) が陸地で4 km2 (2 mi2) が水域である。総面積の0.43%が水域となっている。

### 隣接する郡
- フリーボーン郡 (ミネソタ州)（北）
- モーア郡 (ミネソタ州)（北東）
- ミッチェル郡（東）
- セロゴード郡（南）
- ウィネベーゴ郡（西）

## 人口動勢
2000年国勢調査で、この郡は人口7,909人、3,278世帯、および2,265家族が暮らしている。人口密度は8/km2 (20/mi2) である。3/km2 (9/mi2) の平均的な密度に3,534軒の住宅が建っている。この郡の人種的な構成は白人98.37%、アフリカン・アメリカン0.28%、先住民0.09%、アジア0.14%、太平洋諸島系0.01%、その他の人種0.42%、および混血0.70%である。ここの人口の1.57%はヒスパニックまたはラテン系である。
この郡内の住民は24.30%が18歳未満の未成年、18歳以上24歳以下が6.50%、25歳以上44歳以下が26.30%、45歳以上64歳以下が23.50%、および65歳以上が19.40%にわたっている。中央値年齢は41歳である。女性100人ごとに対して男性は98.50人である。18歳以上の女性100人ごとに対して男性は95.20人である。
この郡の世帯ごとの平均的な収入は36,444米ドルであり、家族ごとの平均的な収入は41,763米ドルである。男性は27,927米ドルに対して女性は20,897米ドルの平均的な収入がある。この郡の一人当たりの収入 (per capita income) は16,952米ドルである。人口の8.30%および家族の6.30%は貧困線以下である。全人口のうち18歳未満の9.60%および65歳以上の7.80%は貧困線以下の生活を送っている。

## 都市および町
- ノースウッド (Northwood)
- グラフトン (Grafton)
- ハンロンタウン (Hanlontown)
- Fertile
- Joice
- Kensett
- Manly